# Janet Aalfs
Janet Elizabeth Aalfs (14 de agosto de 1956)  es una poeta y artista marcial estadounidense. Es miembro fundadora de Valley Women's Martial Arts y de la Federación Nacional de Artes Marciales de Mujeres, y fundadora y directora de Lotus Peace Arts.  Se desempeñó como poeta laureada de Northampton, Massachusetts, de 2003 a 2005. 

## Biografía
Cuando tenía 13 años, Aalfs escribió su primer poema y comenzó a centrarse en su práctica de escritura. A su padre (1922-2001), un ministro, se le atribuye haberle enseñado a Aalfs sobre el Movimiento por los Derechos Civiles de la década de 1960. A la edad de dieciséis años, Aalfs había participado en ayudar a su madre a fundar el centro de mujeres en New Bedford, Massachusetts, había leído y encontrado inspiración en Sisterhood is Powerful y había publicado sus poemas en el centro de mujeres de la Southeastern Massachusetts University. 
Durante su primer año en el Hampshire College, en 1974, se unió al centro de mujeres y se inscribió en clases de estudios de la mujer en la Universidad de Massachusetts, que compartía clases con Hampshire.  Mientras todavía estaba en la universidad, Aalfs salió del armario como lesbiana.  Más tarde obtendría su título de Maestría en Bellas Artes en el Sarah Lawrence College.  Poco después se unió a un grupo de escritura de mujeres y finalmente cofundó dos grupos de escritura lésbica: Calypso Borealis y el Tuesday Night Lesbian Writers Group. También cofundó Orogeny Press, una editorial de ficción y poesía lésbica.
En 1977, Aalfs comenzó a practicar artes marciales. Se convirtió en miembro de Valley Women's Martial Arts y creó el Instituto de Estrategias de Curación y Prevención de la Violencia de VWMA (HAVPS). Es miembro fundador de la Federación Nacional de Artes Marciales de Mujeres y cofundadora del programa de Certificación de Instructores de Autodefensa de Empoderamiento de la NWMAF.  Aalfs, fundador y director de Lotus Peace Arts, se ha desempeñado como director y miembro del Grupo de Líderes de VWMA, ahora Heron's Bridge/VWMA, desde 1982.  Tiene un cinturón negro de octavo grado en Shuri-ryū, un cinturón negro de octavo grado en Arnis moderno y es instructora principal de Jian Mei de tai chi y qigong. 
Entre 2003 y 2005, se desempeñó como poeta laureada de Northampton, Massachusetts. En 2013, recibió el Premio de Liderazgo y Defensa de las Artes del Centro para la Mujer y la Comunidad de la Universidad de Massachusetts Amherst. 

## Obra
Obras de Janet Aalfs
- con Carol Wiley. Martial Arts Teachers on Teaching. Mumbai: Frog Books (1995). ISBN 1-883319-09-9.
- Reach. Florence: Perugia Press (1999). ISBN 0-9660459-2-0.
- "Women and the martial arts." Women of Power 3 (1986).
- Bird of a Thousand Eyes. Levellers Press (2010). ISBN 978-0-9819820-3-8.
- What the Dead Want Me to Know. Human Error Publishing (2022). ISBN 978-1-948521-73-4.